# Mionandra
Mionandra là một chi thực vật có hoa trong họ Malpighiaceae.

## Loài
Chi Mionandra gồm các loài: